# 蒂耶里堡县
蒂耶里堡县（法語：canton de Château-Thierry）是法国埃纳省的一个县（省级选区），中央投票站位于蒂耶里堡。该县涵盖了21个市镇。